# París-Roubaix 1967
La 65.ª edición de la París-Roubaix tuvo lugar el 9 de abril de 1967 y fue ganada al esprint por el neerlandés Jan Janssen. 

## Clasificación final

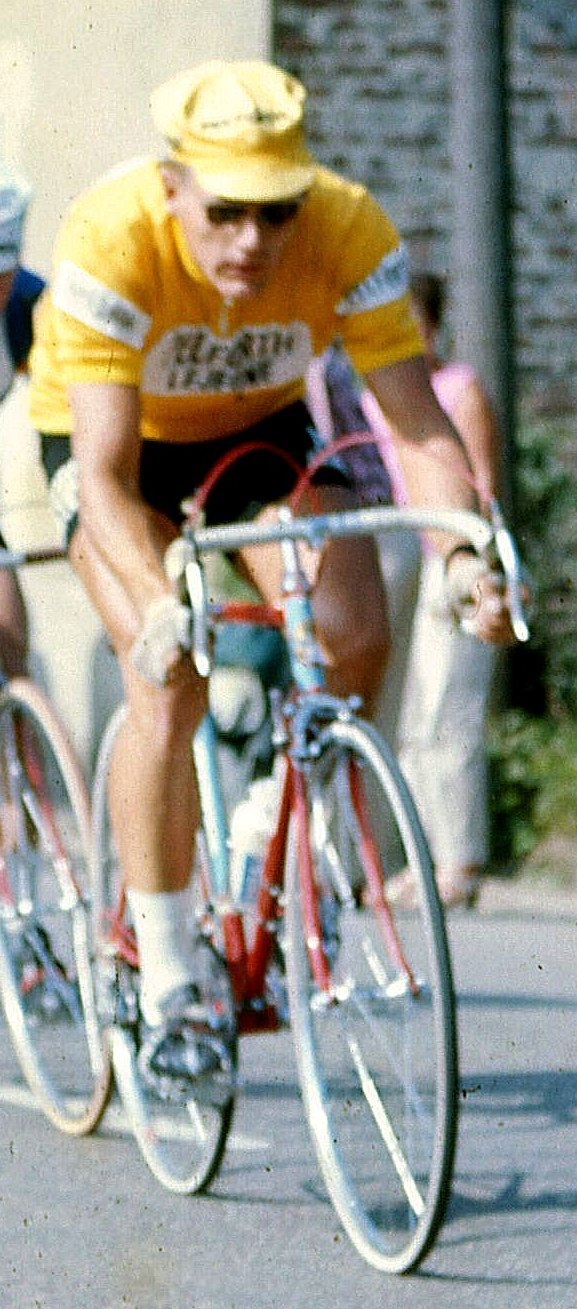
Jan Janssen ganador de esta edición

| Posición | Ciclista             | Equipo                                  | Tiempo     |
| -------- | -------------------- | --------------------------------------- | ---------- |
| 1        | Jan Janssen          | Pelforth-Sauvage-Lejeune                | 7h 08' 31" |
| 2        | Rik van Looy         | Willem II-Gazelle                       | m. t.      |
| 3        | Rudi Altig           | Molteni                                 | m. t.      |
| 4        | Georges Vandenberghe | Romeo-Smiths                            | m. t.      |
| 5        | Edward Sels          | Flandria-De Clerck                      | m. t.      |
| 6        | Willy Planckaert     | Romeo-Smiths                            | m. t.      |
| 7        | Raymond Poulidor     | Mercier-BP-Hutchinson                   | m. t.      |
| 8        | Eddy Merckx          | Peugeot-BP-Michelin                     | m. t.      |
| 9        | Arthur Decabooter    | Tibetan-Groene Leeuw-Pull Over Centrale | m. t.      |
| 10       | Gianni Motta         | Molteni                                 | m. t.      |